# Empidonax alnorum
El mosquero alisero (Empidonax alnorum) es una especie de ave paseriforme de la familia Tyrannidae perteneciente al numeroso género Empidonax. Cría en el norte de América del Norte; al llegar el otoño, migra hacia América del Sur. 

## Otros nombres comunes
Se le conoce también como atrapamoscas alisero (en Colombia), mosqueta boreal (en Argentina y Paraguay), mosquerito de charral (en Costa Rica), mosquero ailero (en México y Honduras), mosqueta ailero, mosquitero norteño (en Nicaragua), mosquerito de alisos (en Perú, Ecuador y Panamá), atrapamoscas ailero (en Venezuela), mosquerito rastrojero (en Colombia), bobito de Alder o bobito de los álamos (en Cuba).

## Distribución y hábitat
Se reproduce desde el oeste de Alaska hacia el sur hasta el centro sur de la Columbia Británica y hacia el este hasta las provincias marítimas de Canadá, inclusive Saint Pierre y Miquelon, y desde los Grandes lagos al este de los Estados Unidos hasta Nueva Inglaterra y al sur hasta el norte de Indiana, Ohio y, en los Apalaches, hasta Carolina del Norte. En los inviernos boreales migra principalmente para el oeste de América del Sur, desde el noroeste de Venezuela, por Colombia y este de Ecuador al sur por el este de Perú, oeste de la Amazonia brasileña, norte y este de Bolivia, oeste de Paraguay, hasta el noroeste de Argentina. Además, se registra su pasaje durante la migración por el este y sur de México, Belice, Guatemala, Honduras, Nicaragua, El Salvador, Costa Rica y Panamá; se ha registrado en Cuba como vagante accidental.
Sus hábitats de reproducción son las forestas y matorrales de hojas caducas y cerca del agua, generalmente de alisos o sauces. Generalmente selecciona hábitats invernales cercanos del agua. Hasta los 1000 m de altitud, o más alto cuando está en pasaje migratorio.

## Descripción
Mide 12 cm de longitud total. El adulto dorsalmente es oliva amarronado, más marrón en las partes superiores de la cola y alas, estas con un par de barras blancas. Las partes inferiores del cuerpo son blanquecinas, con el pecho de un lavado de gris oliváceo. Tienen un anillo ocular blanco, y un pico pequeño, con la parte superior de color gris, mientras que la inferior es anaranjada.

## Comportamiento

### Alimentación
Se alimenta haciendo un vuelo elástico partiendo desde una percha en la parte superior de un arbusto y volando raudamente, atrapando de este modo insectos en pleno vuelo. A veces también emplea el vuelo estacionario, para capturar insectos posados sobre el follaje. Complementa su dieta con algunas bayas y semillas.

### Reproducción
Construye su nido en una horqueta en la copa baja de un arbusto.

## Sistemática

### Descripción original
La especie E. alnorum fue descrita originalmente por el ornitólogo estadounidense William Brewster en el año 1895, bajo el nombre científico de subespecie: Empidonax traillii alnorum. Su localidad tipo es: «Upton, Maine, Estados Unidos».

### Etimología
El nombre genérico masculino «Empidonax» se compone de las palabras del griego «empis, empidos» que significa ‘mosquito’, ‘jején’, y «anax, anaktos» que significa ‘señor’; y el nombre de la especie «alnorum», se refiere a Alnus el nombre en latín, y también el género del árbol conocido como aliso.

### Taxonomía
Fue descrito y frecuentemente se la ha tratado como una subespecie de Empidonax traillii. La población de Alaska, Yukón y el noroeste de Mackenzie, descrita como Empidonax alnorum alascensis A.R. Phillips, 1948 y con las características de poseer medidas promedio mayores, cabeza y dorso ligeramente más pálidos, requiere más estudios. Es monotípica.